# Cervonîi Kut, Teplîk
Cervonîi Kut (în ucraineană Червоний Кут) este un sat în comuna Udîci din raionul Teplîk, regiunea Vinnița, Ucraina.

## Demografie
Componența lingvistică a localității Cervonîi Kut
     Ucraineană (98,94%)
     Rusă (1,06%)
Conform recensământului din 2001, majoritatea populației localității Cervonîi Kut era vorbitoare de ucraineană (98,94%), existând în minoritate și vorbitori de rusă (1,06%).